# Миличевич, Даниэль
Даниэль Миличевич (нем. Danijel Milićević; род. 5 января 1986, Беллинцона) — швейцарский футболист боснийского происхождения; тренер.

## Биография
Родился 5 января 1986 года в городе Беллинцона в боснийской семье. Его родители выходцы из города Углевик (Босния и Герцеговина).

## Клубная карьера
В профессиональном футболе дебютировал в 2004 году выступлениями за команду «Лугано», в которой провёл один сезон, приняв участие в 27 матчах чемпионата.
Своей игрой за эту команду привлёк внимание представителей тренерского штаба клуба «Ивердон-Спорт», к которому присоединился в 2005 году. Он помог команде выйти в первый дивизион Сыграл за команду из Ивердона следующие три сезона. Большую часть времени, проведённого в составе клуба, был основным игроком команды.
В 2008 году заключил контракт с бельгийским клубом «Эйпен», в составе которого провёл следующие три года своей карьеры. Играя в составе «Эйпена», также в основном выходил на поле в основном составе команды.
С 2011 по 2013 год защищал цвета клуба «Шарлеруа». В сезоне 2011/12 помог команде выиграть второй дивизион Бельгии.
К составу клуба «Гент» присоединился в 2014 году. «Гент» искал игроков созидательного плана в течение зимнего трансферного окна сезона 2013/14 и остановил свой выбор на Миличевиче. В «Генте» Миличевич сразу стал игроком основного состава. 29 января 2016 года он продлил контракт до конца сезона 2018/19.
5 января 2018 года был отдан в аренду в «Мец» с правом на выкуп. Уже через 8 дней он дебютировал в Лиге 1 в матче против «Дижона» (1:1).
17 июня 2018 года вернулся в «Эйпен», подписав двухлетний контракт до 30 июня 2020 года.

## Карьера в сборной
Миличевич никогда не играл в сборной, несмотря на то, что имеет право выступать за национальные команды трёх стран: Швейцарии, Боснии и Герцеговины и Сербии. В 2015 году он выразил желание выступать за Боснию под руководством Мехмеда Баждаревича. В июне 2016 года он получил одобрение ФИФА для выступления за сборную Боснии и Герцеговины. А в августе 2016 года он был вызван в сборную для участия в матче отборочного цикла чемпионата мира 2018 против сборной Эстонии.

## Достижения

### «Шарлеруа»
- Чемпион Второй лиги Бельгии: 2011/12

### «Гент»
- Чемпион Бельгии: 2014/15
- Обладатель Суперкубка Бельгии: 2015